# 博登維斯山
47°45′6″N 14°33′59″E / 47.75167°N 14.56639°E

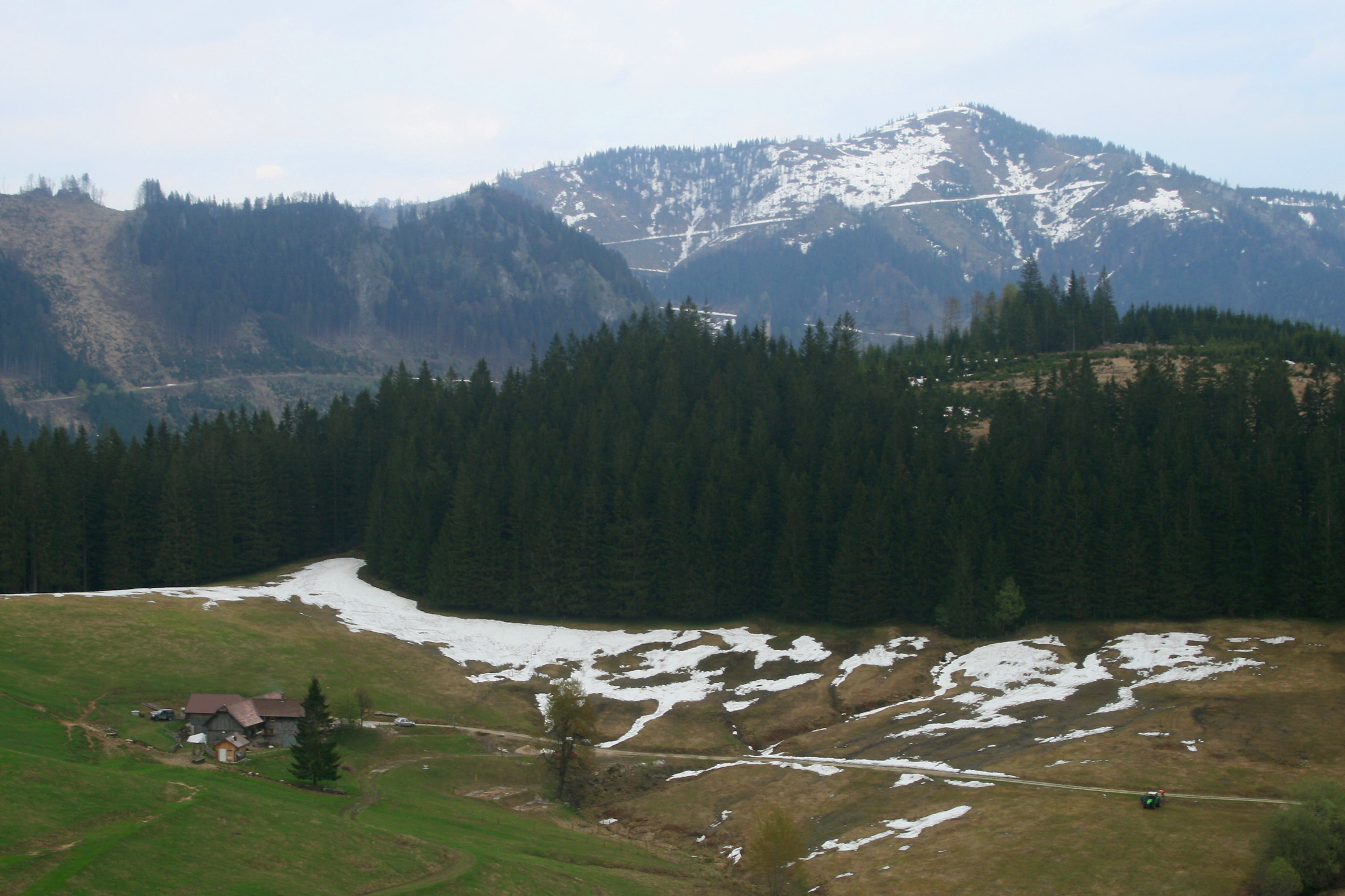

博登維斯山（德語：Bodenwies），是奧地利的山峰，位於該國北部，由上奧地利州負責管轄，屬於上奧地利前阿爾卑斯山脈的一部分，海拔高度1,540米，每年平均降雨量1,513毫米。